# Peter Högl
Peter Högl (ur. 19 sierpnia 1897 w Pasawie, zm. 2 maja 1945 w Berlinie) – dowódca Dienststelle I Reichssicherheitsdienst (Biura I Służby Bezpieczeństwa Rzeszy).
Z zawodu młynarz. Brał udział w I wojnie światowej jako podoficer piechoty. Od 1919 w policji Bawarii, od 1932 jako agent policji kryminalnej, a w 1933 wybrany do elitarnego Führerschutzkommando (Straż Führera). Członek NSDAP i SS.
Po przeformowaniu w 1935 Führerschutzkommando na Reichssicherheitsdienst, dowódca Dienstelle I (Biura I) odpowiedzialnego za osobiste bezpieczeństwo Hitlera i po części dyslokowanego w Berghofie, w pozostałej części przemieszczającego się wraz z Hitlerem.
W listopadzie 1944 mianowany na policyjny stopień Kriminaldirektor. Świadek ostatnich dni Hitlera.
27 kwietnia 1945 odszukał i aresztował Hermanna Fegeleina, zbiegłego dwa dni wcześniej z bunkra Hitlera – osobistego przedstawiciela Heinricha Himmlera i jednocześnie oficera łącznikowego Waffen-SS przy Głównej Kwaterze Wodza.
30 kwietnia 1945 agenci biura Högla dokonali kremacji zwłok Evy i Adolfa Hitlerów.
2 maja 1945 w toku ucieczki tzw. V grupy uciekinierów z bunkra Hitlera pod Kancelarią Rzeszy Högl poległ na ulicach Berlina.